# Thomas Ball (Bildhauer)

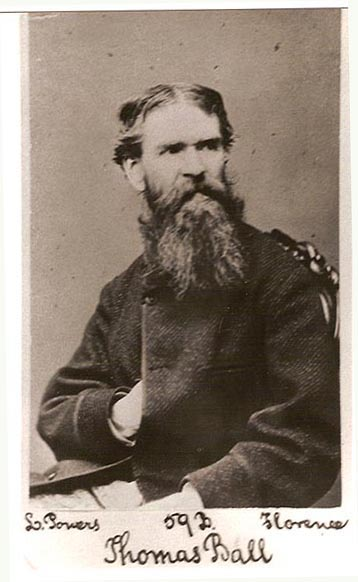
Thomas Ball, Fotografie von Longworth Powers

Thomas Ball (* 3. Juni 1819 in Charleston, Massachusetts; † 11. Dezember 1911 in Montclair, New Jersey) war ein US-amerikanischer Bildhauer, Maler und Musiker.

## Leben
Ball war der Sohn des gleichnamigen Thomas Ball aus Bedford und dessen Frau Elizabeth Wyer (geborene Hall), sie aus Medford stammte. Er besuchte die Volksschule in Boston. Er begann seine künstlerische Laufbahn als Holzschnitzer und Miniaturist, war aber auch ein versierter Sänger. Er fertigte anfangs viele Kabinettbüsten von Musikern und von Porträt von Schauspielern. Später wandte er sich der Bildhauerei zu. Zu diesem Zweck ging er 1851 nach Italien, wo er sich von 1854 bis 1856 als Schüler seines Landsmannes Hiram Powersin dieser Kunst ausbilden ließ.

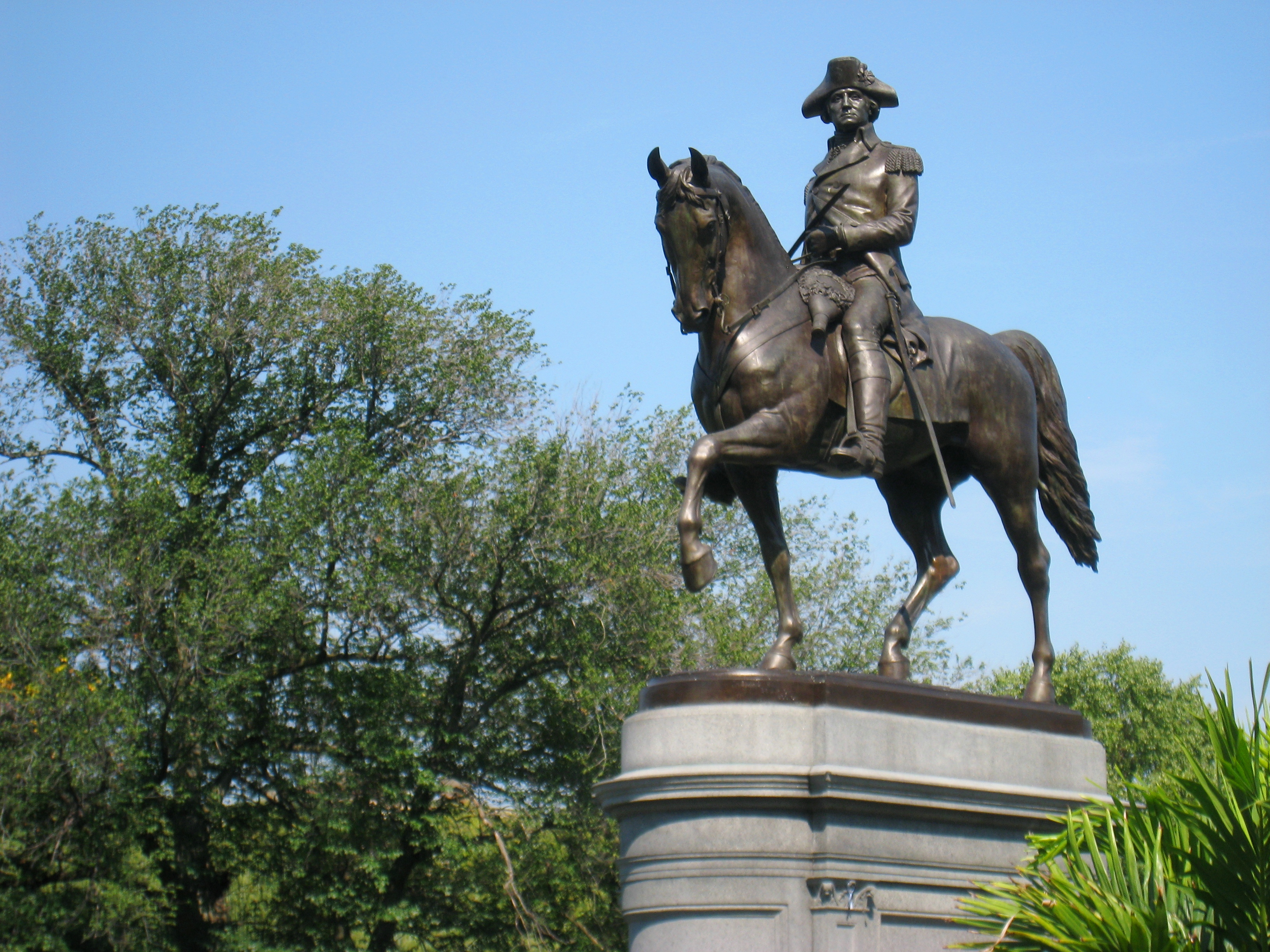
George Washington

Nach Amerika zurückgekehrt gründete er in Boston ein eigenes Atelier. Der junge Martin Milmore stellte sich bei Ball vor, um bei ihm das Modellieren in Ton zu studieren. Ball gab ihm zu verstehen, dass er keinen Unterricht erteile, worauf der junge Mann mit sichtbarer Enttäuschung reagierte. Davon zeigte sich Ball so gerührt, dass er ihm stattdessen ein eigenes Zimmer und Materialien für seine Studien zur Verfügung stellte. Im Gegenzug kümmerte sich Milmore darum das Atelier sauber zu halten und um die Feuerung. Milmore blieb von 1860 bis 1864 bei Ball, ehe er sein eigenes Atelier gründete. In dieser Zeit entstand auch das bronzene Reiterstandbild von George Washington.
Von 1864 bis 1866 lebte er in Florenz und Rom und begann eine vielseitige Tätigkeit in monumentalen Porträtstatuen, allegorischen und Genrewerken und Büsten, die von lebendiger, oft anmutiger Auffassung und gründlicher Durchbildung sind. Er kehrte später mehrmals nach Europa zurück. Er blieb bis ins hohe Alter lang ein aktiver Künstler, zog sich jedoch ab dem 80. Lebensjahr aus der Öffentlichkeit zurück und lebte seither in Montclair in New Jersey.

## Werke (Auswahl)

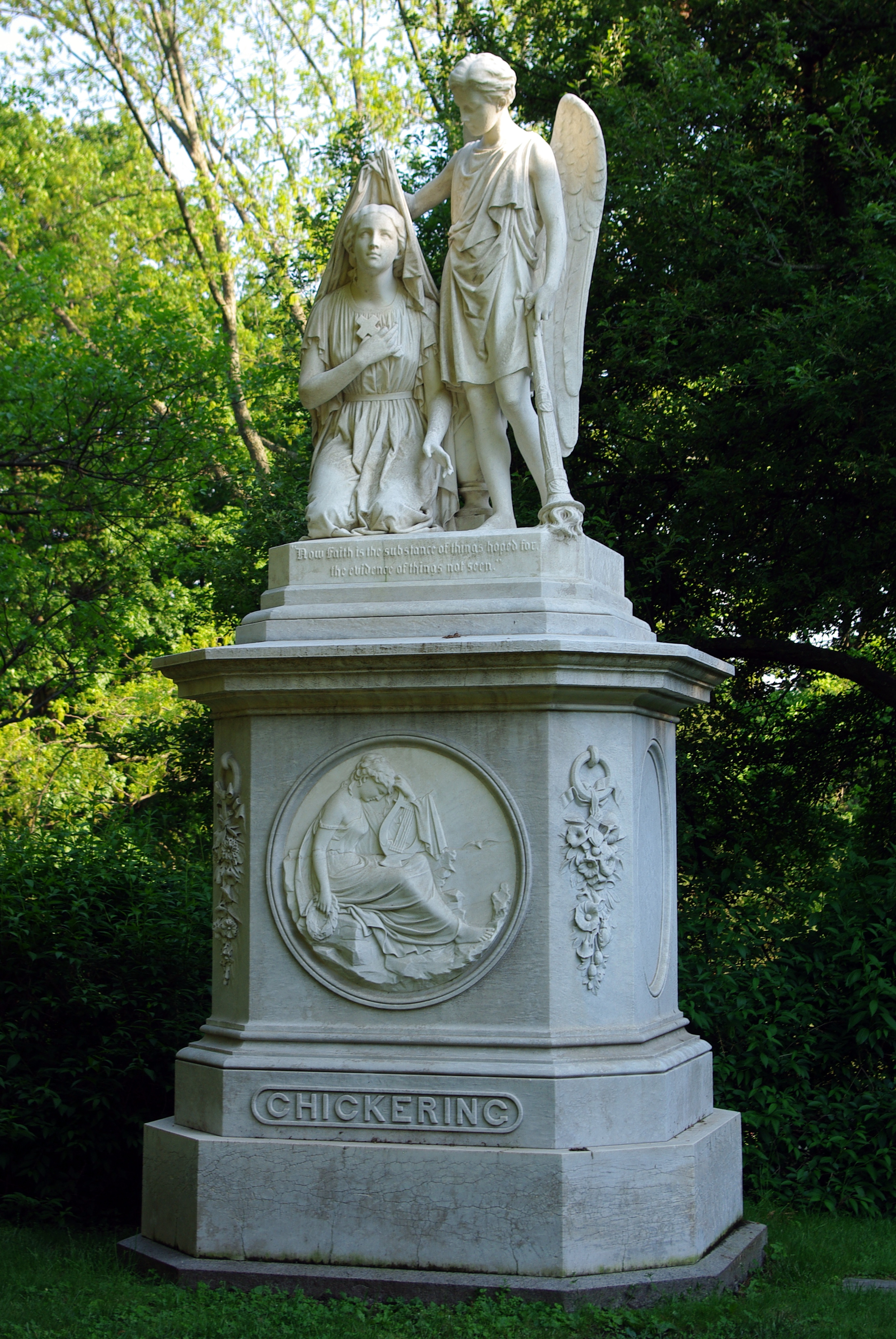
Chickering Monument
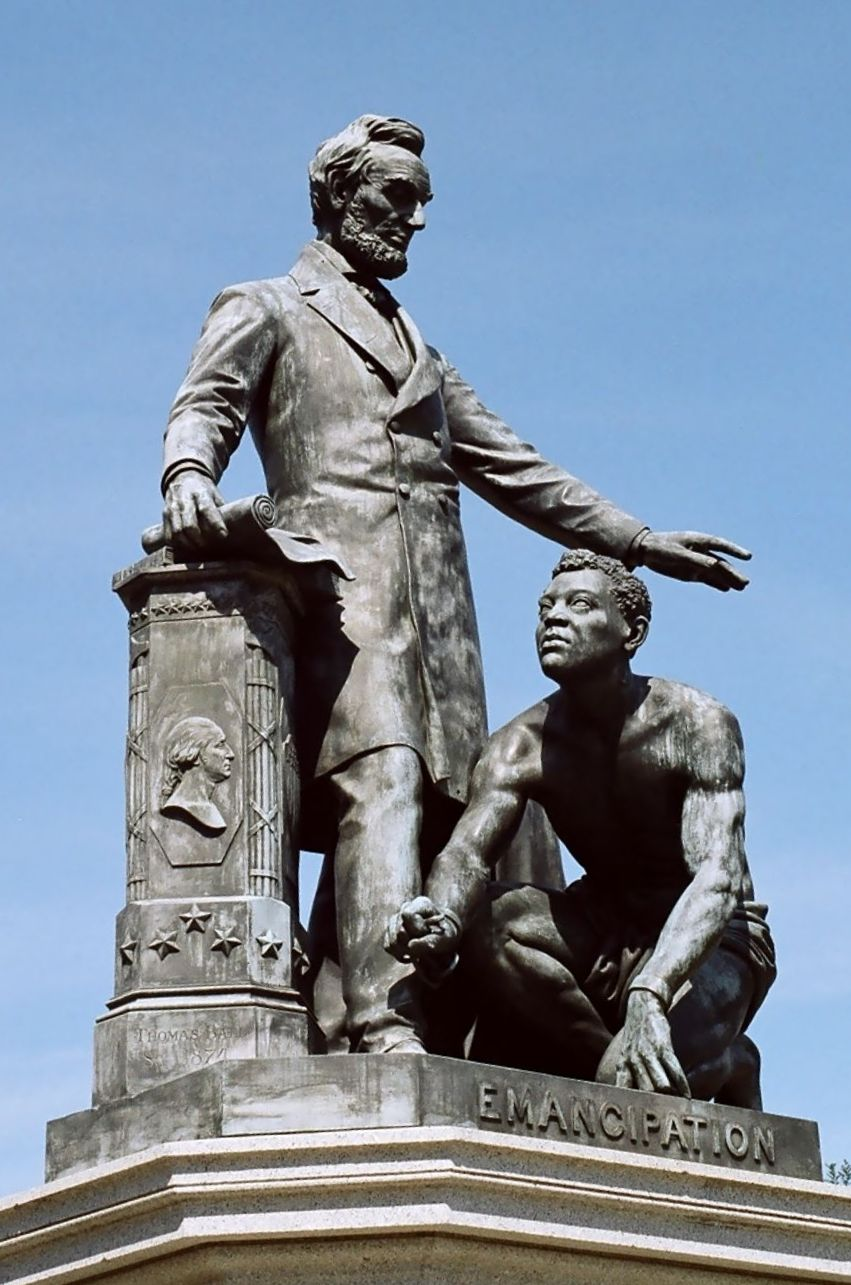
Emancipation Memorial
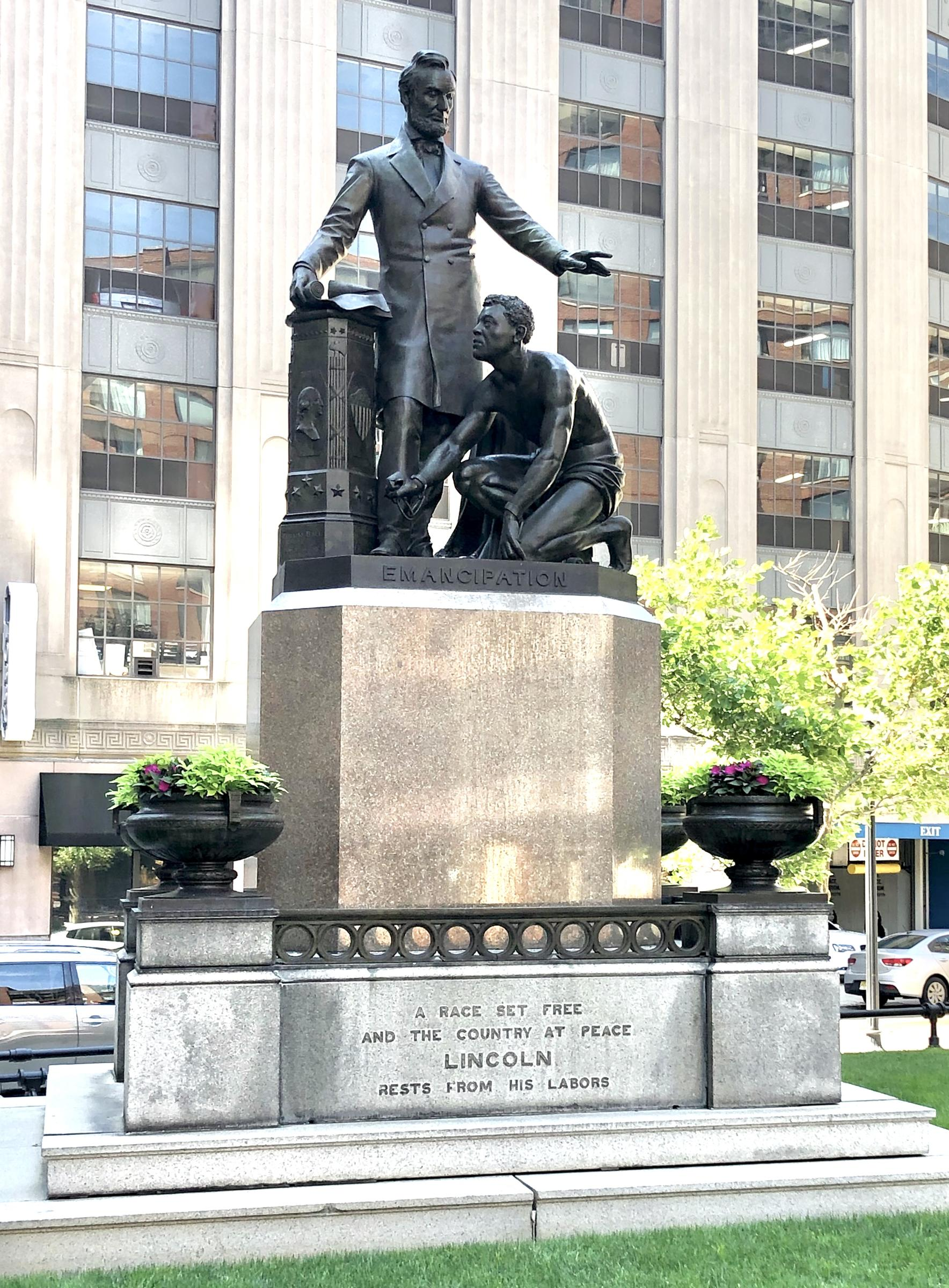
Emancipation Memorial

Porträts (frühe Phase)
- Schauspielerin Geo. H. Barrett und Schauspieler W. B. Smith, Porträts für das Boston Museum and Gallery of Fine Arts (Theater).
- Daniel Webster

Boston
- Reiterstatue von Washington (Enthüllung am 3. Juli 1869)  und Charles Sumner im Public Garden
- Gouverneur John A. Andrew im Vestibüle des Statehouses, 14. Februar 1870 enthüllt
- Josiah Quincy vor dem Rathaus
- Emancipation Memorial  (Kopie der Gruppe in Washington) im Park Square
- St. John the Evangelist (Marmorstatue des Evangelisten Johannes, angefertigt für das Familiengrab des Herrn A. D. Williams) auf dem Forest Hill Cemetery

Weitere
- Jonas Chickering Monument im Mt. Anburn Cemetery, Massachusetts (1872)
- George Washington Monument in Methuen
- Emancipation Memorial Lincoln Park in Washington (1875, der Guss erfolgte bei Miller in München)
- Kolossalstatue von Daniel Webster im New Yorker Centralpark
- Edwin Forest als Coriolanus im Actors Home in Philadelphia (1866)
- Statue von Daniel Welkster in Concord
- Zirkusbesitzer P. T. Barnum

Büsten
- Jenny Lind (Frühwerk)
- Napoleon I.
- Rufus Choate
- Henry Ward Beecher
- Ephraim Peabody (1857, Marmor) für die in King’s Chapel, Boston
- Francis Wayland (1860, Marmor) für die Brown University, Providence
- Edward Everelt (um 1865, Marmor), in der Stadtbibliothek zu Boston

Idealfiguren
- Weihnachtsmorgen
- St. Valentines Morgen
- Pandora
- Eva ins Leben tretend (1866 für Herrn Carman in New York in Marmor)
- La Petite Pensée

Schriften
- Thomas Ball: My threescore years and ten. Roberts Brothers, Boston 1891 (archive.org – Memoiren).